# Милош Војиновић
Милош Војиновић је син српског војводе Војина, који је имао посједе у околини Гацка. Био је млађи од своје браће, касније чувеног великог жупана Алтомана и кнеза Војислава Војиновића. У право вријеме, Милош се са оцем, војводом Војином, прикључио ратоборној властели из Зете, у побуни против српског краља Стефана Уроша III Дечанског, на страни „младог краља“ Душана који је управљао зетском облашћу. Милош Војиновић је потом од стране краља Душана, за награду постављен за дворског ставиоца, а 1332. године се помиње као члан делегације послате на преговоре са Дубровником. Убрзо послије тога, умро је млад и без порода.